# 秋川雅史
秋川 雅史（あきかわ まさふみ、1967年〈昭和42年〉10月11日 - ）は、日本のテノール歌手、彫刻家。クラシックの声楽を学んだ経験を生かしつつ、現在は主にクラシカル・クロスオーバーの分野で活動している。
愛媛県西条市出身。身長175cm。血液型はA型。父は声楽家の秋川暢宏。現在は東京都在住。既婚。

## 来歴・人物
4歳よりヴァイオリン、ピアノを習い始める。西条市立大町小学校卒業。西条市立西条南中学校3年生の時に父の指導のもと声楽に転向。愛媛県立小松高等学校、国立音楽大学卒業、同大学院修了。中村健に師事。その後4年間、イタリアのパルマにて修行。デリオ・ポレンギに師事。帰国後、ベートーヴェン作曲の交響曲第9番（合唱付き）のソロなど、数々のコンサートに出演。1998年にカンツォーネコンクール第1位、日本クラシック音楽コンクール声楽部門最高位をそれぞれ受賞した。
2001年に日本コロムビアよりテノール歌手としてCDデビュー。
2006年12月31日、カバー曲「千の風になって」 で「第57回NHK紅白歌合戦」（NHK）初出場。
紅白歌合戦出場後、「千の風になって」が2007年1月15日付オリコンシングルチャート第4位にランクイン。
テノール歌手として史上初のトップ5にランクイン、1月22日付のオリコンチャートにて1位獲得。
この曲の大ヒットが評価され「ベストヒット歌謡祭2007」では「40周年記念特別賞」を受賞した。
2008年3月、日本テレビ開局55周年スペシャルドラマ『東京大空襲』の主題歌を担当。
X JAPANのYOSHIKIが書き下ろした曲『愛する人よ』を歌唱。
コンサートはピアノ伴奏のみによる形式、前半をピアノ伴奏・後半をバンド（ピアノ・バイオリン・ギター・ベース）をバックに行う形式をとる。
仙台市立八軒中学校の復興祈願として「あすという日が」を秋川、夏川りみがそれぞれ2011年9月21日にCDを発売。
2004年に長男・風雅が誕生。幼稚舎より慶應義塾に学び、慶應義塾大学文学部に在学。ピアニストとして活動。妹がいる。

## エピソード
小松高校ではその声を見込まれ応援団にも臨時に所属。高校野球地方予選の応援では、相手チームの観客席までひときわ声が響いたという。
地元西条市の西条祭りにはイタリア留学時も含めて、いかなる予定よりも最優先して必ず帰省し、担き夫として参加している。伊勢神宮に遷宮記念奉祝奉納を行った時も、所属だんじりが遠征した際は全て参加した。日頃は「声楽者は、毎日自己管理と節制の日々」とのポリシーにより己を厳しく律する生活を送っているが、「この祭りで歌に悪いこと（酒や大声など）を全てやり尽くすことで、それ以外の日は歌に専念することができる」と述べている。
きちんとした声を保つ為に毎日フィジカルトレーニングを行っている。25mプールを息継ぎなしで計600m。その後2kmのランニング・腹筋・背筋・懸垂・発声練習をすることが日課となっている。
イタリア留学中に舌根扁桃（舌の付け根の扁桃腺）の病気で声に雑音が入るようになり、絶望の時期を経験。帰国して手術を受け、従来の声を取り戻した。手術は合計3回受けている。
大学時代は6年間引越屋でアルバイトをするなど、肉体や体力を使うことが好きであると述べている。大学時代My Little Loverのakkoとは先輩後輩の関係にあり、一緒にスキーに行く仲。イタリア留学帰国後、後輩がMy Little Loverのボーカルとして大ブレイクしているのを知り、非常に驚いた。
木彫りが趣味。西条市は「だんじり彫刻」が有名で、子供の頃から彫刻を目にして育ち、2010年にドイツで鷹の彫刻を購入したことをきっかけに40歳を過ぎて木彫り彫刻を始め、日本木彫刻協会の名誉会員にもなっている。製作した二体目の仏像は、「風韻観音」として、宮城県名取市の禅寺・秀麓斎（しゅうろくさい）に奉納されている。2021年、「木彫楠公像（楠木正成像）」を二科展に出品、入選を果たす。

## ディスコグラフィ

### アルバム
| 発売日         | 規格番号                                                                                    | タイトル                   | 備考                                                                                           |
| -------------- | ------------------------------------------------------------------------------------------- | -------------------------- | ---------------------------------------------------------------------------------------------- |
| 2001年12月21日 | COCQ-83576                                                                                  | パッシオーネ〜復活の歌声   | 日本コロムビアより発売のデビュー作。                                                           |
| 2004年5月26日  | TECI-1060                                                                                   | Dream of Love〜愛の夢〜    | テイチクエンタテインメント移籍第1弾アルバム。                                                  |
| 2005年9月21日  | TECI-1107                                                                                   | 威風堂々                   | 「千の風になって」初収録作品。後にシングルカット。 同作DVD-Audio盤が2006年3月22日リリース。    |
| 2008年4月2日   | TECG-30004                                                                                  | 千の風になって〜一期一会〜 | 高音質SHM-CD仕様。                                                                             |
| 2010年6月30日  | TECG-30032                                                                                  | Fantasista〜翼をください〜 |                                                                                                |
| 2012年10月24日 | TECG-35068（初回限定盤A）（CD+フォトブック） TECG-35069（初回限定盤B）（CD+DVD） TECG-30070 | You Raise Me Up            | 西村由紀江のピアノ伴奏による「千の風になって」の新バージョン、話題曲「天城越え」のカバーを収録 |

### シングル
| 発売日        | 規格番号   | タイトル                      | 備考                                                                                      |
| ------------- | ---------- | ----------------------------- | ----------------------------------------------------------------------------------------- |
| 2006年5月24日 | TECI-103   | 千の風になって                | カセットは2007年11月21日にリリース。                                                      |
| 2009年2月18日 | TECG-19    | ねがい                        |                                                                                           |
| 2011年9月21日 | TECG-36    | あすという日が                | ピアノ伴奏譜面封入。                                                                      |
|               |            | 小松高校校歌                  | 非売品 小松高校同窓会養正会HPで拝聴可能                                                   |
| 2013年7月17日 | TECA-12461 | 祭りばやしが聞こえたら        | レーベルメイト・天童よしみとのデュエット。カセット同時発売。                              |
| 2020年3月25日 | TECG-13129 | 石鎚山                        | 新井満作詞・作曲楽曲。                                                                    |
| 2021年9月8日  | TECG-15131 | 千の風になって 十五周年記念盤 | オリジナル、2006年第57回NHK紅白歌合戦バージョン、feat.西村由紀江、演奏：東京交響楽団4曲入 |

### 映像ソフト
| 発売日       | 規格番号   | タイトル                                 | 備考                                  |
| ------------ | ---------- | ---------------------------------------- | ------------------------------------- |
| 2008年1月1日 | TEBG-48002 | 秋川雅史リサイタル'07東京 千の風になって | 東京・青山劇場での公演を収録したDVD。 |

### 参加作品
| 発売日         | 規格番号     | タイトル                           | 備考                                                             |
| -------------- | ------------ | ---------------------------------- | ---------------------------------------------------------------- |
| 2003年11月14日 | TOHO・M-0311 | ミュージカル「十二夜」             | M-4「ダンス! ダンス! ダンス!」収録。ハイライト・ライヴ録音盤CD。 |
| 2007年7月7日   | UPCH-20031   | 筒美京平トリビュート popular music | M-7「飛んでイスタンブール」収録。                                |
| 2008年10月1日  | VICL-63046   | 15の宝石                           | M-1「異国の丘」収録。                                            |

## 出演

### テレビ

#### 音楽番組
- NHK歌謡コンサート（NHK総合）
- シブヤらいぶ館（2007年1月18日、NHK衛星ハイビジョン放送）
- 家族で選ぶにっぽんの歌（2007年 - 2010年、NHK総合）
- 魁!音楽番付 桜満開今夜は宴だ春祭りSP（2007年4月4日、フジテレビ）
- 思い出のメロディー（2007年・2009年、NHK総合・ラジオ第1）
- 歌謡チャリティーコンサート（NHK総合）
- ベストヒット歌謡祭（2007年11月26日、読売テレビ）
- 2007 FNS歌謡祭（2007年12月5日、フジテレビ）（FNS歌謡祭）
- 1億3000万人が選ぶ!ベストアーティスト（2007年12月11日、日本テレビ）
- 発表!!第40回日本有線大賞（2007年12月12日、TBS）
- ミュージックステーションスーパーライブ（2007年12月21日、テレビ朝日）
- 今すぐ歌いたい!最強のカラオケヒットソング・全てご本人の歌でお見せしますスペシャル! （2007年12月28日、日本テレビ）
- 第49回日本レコード大賞（2007年12月30日、TBSテレビ・ラジオ）（輝く!日本レコード大賞）
- NHKのど自慢（2012年11月4日、NHK総合・ラジオ第1、西予市宇和文化会館など複数回[6]）

#### 司会番組
- 第80回NHK全国音楽コンクール 全国コンクール 高等学校の部（2013年10月12日）

#### その他
- 満天☆青空レストラン（2015年11月21日、日本テレビ）- 北海道鵡川の本シシャモ
- くりぃむクイズ　ミラクル9（2020年8月5日、テレビ朝日）
- 世界の果てまでイッテQ（2022年7月31日、日本テレビ）
- 踊る!さんま御殿!!（2022年11月15日、日本テレビ）

### NHK紅白歌合戦出場歴
| 年度/放送回               | 回 | 曲目                  | 出演順 | 対戦相手         | 備考                                                                                           |
| ------------------------- | -- | --------------------- | ------ | ---------------- | ---------------------------------------------------------------------------------------------- |
| 2006年（平成18年）/第57回 | 初 | 千の風になって        | 23/27  | 和田アキ子       |                                                                                                |
| 2007年（平成19年）/第58回 | 2  | 千の風になって(2回目) | 24/27  | 一青窈           |                                                                                                |
| 2008年（平成20年）/第59回 | 3  | 千の風になって(3回目) | 12/26  | 坂本冬美         |                                                                                                |
| 2011年（平成23年）/第62回 | 4  | あすという日が        | -      | （対戦相手なし） | 夏川りみと合同で組を超えて出演。 正式な出場歌手扱いだが、曲順の カウント対象にはされていない。 |

注意点
- 曲名の後の（○回目）は紅白で披露された回数を表す。
- 出演順は「出演順/出場者数」で表す。

### ラジオ
- ラジオエッセイ「千の風を唄う喜び」（2007年4月パーソナリティー、綜合放送制作）
- テリー伊藤のってけラジオ（ニッポン放送） - 2006年、2007年10月18日、2008年3月24日、2009年2月19日、2010年6月15日（2006年以降、年1回ゲスト出演））
- ビートルズから始まる。（bayfm、2006年収録の公開録音）- 井手麻理子と共演
- HELLO WORLD (ラジオ番組)（2011年10月26日、J-WAVE） - ゲスト出演

### ミュージカル
- ミュージカル「十二夜（2003年、東宝・帝国劇場） - レオナート（街の男）役

### イベント
- 2004年5月26日、サッカー国際親善試合「U-23日本代表 対 トルコ選抜」（東京スタジアム）にて、国歌独唱。
- 2007年、プロ野球セ・リーグ東京ドーム開幕戦「巨人 対 中日」 にて、国歌独唱。
- 2007年8月、北京オリンピック男子サッカーアジア最終予選「U-22日本代表 対 U-22ベトナム代表」（国立競技場）にて、国歌独唱。
- 2010年3月6日、Jリーグ開幕戦「鹿島アントラーズ 対 浦和レッドダイヤモンズ」（茨城県立カシマサッカースタジアム）にて、国歌独唱。
- 2010年10月10日、「F1日本グランプリ」（鈴鹿サーキット）にて、国歌独唱。
- 2011年9月2日、FIFAワールドカップ ブラジル2014 アジア3次予選・第1節「日本 対 北朝鮮」戦（埼玉スタジアム）にて、国歌独唱。
- 2012年3月30日、プロ野球セ・リーグ開幕戦「阪神タイガース 対 横浜DeNAベイスターズ」（京セラドーム）にて、国歌独唱。
- 2013年3月29日、プロ野球セ・リーグ開幕戦「東京ヤクルトスワローズ  対阪神タイガース」（明治神宮野球場）にて、国歌独唱。
- 2018年12月9日、天皇杯 JFA 全日本サッカー選手権大会決勝「浦和レッドダイヤモンズ 対 ベガルタ仙台」（埼玉スタジアム2○○2）にて、国歌独唱。

### CM・広告
- 光明寺（2019年11月 - ） - イメージキャラクター[7]

### Web
- ハタチ〜オトナビトプロジェクト〜（2021年1月8日[8]）